# Нортмор
Нортмор (њем. Nortmoor) општина је у њемачкој савезној држави Доња Саксонија. Једно је од 19 општинских средишта округа Лер. Према процјени из 2010. у општини је живјело 1.658 становника. Посједује регионалну шифру (AGS) 3457016.

## Географски и демографски подаци
Нортмор се налази у савезној држави Доња Саксонија у округу Лер. Општина се налази на надморској висини од 0 метара. Површина општине износи 15,3 km². У самом мјесту је, према процјени из 2010. године, живјело 1.658 становника. Просјечна густина становништва износи 109 становника/km².